# Thomas barndomsevangelium

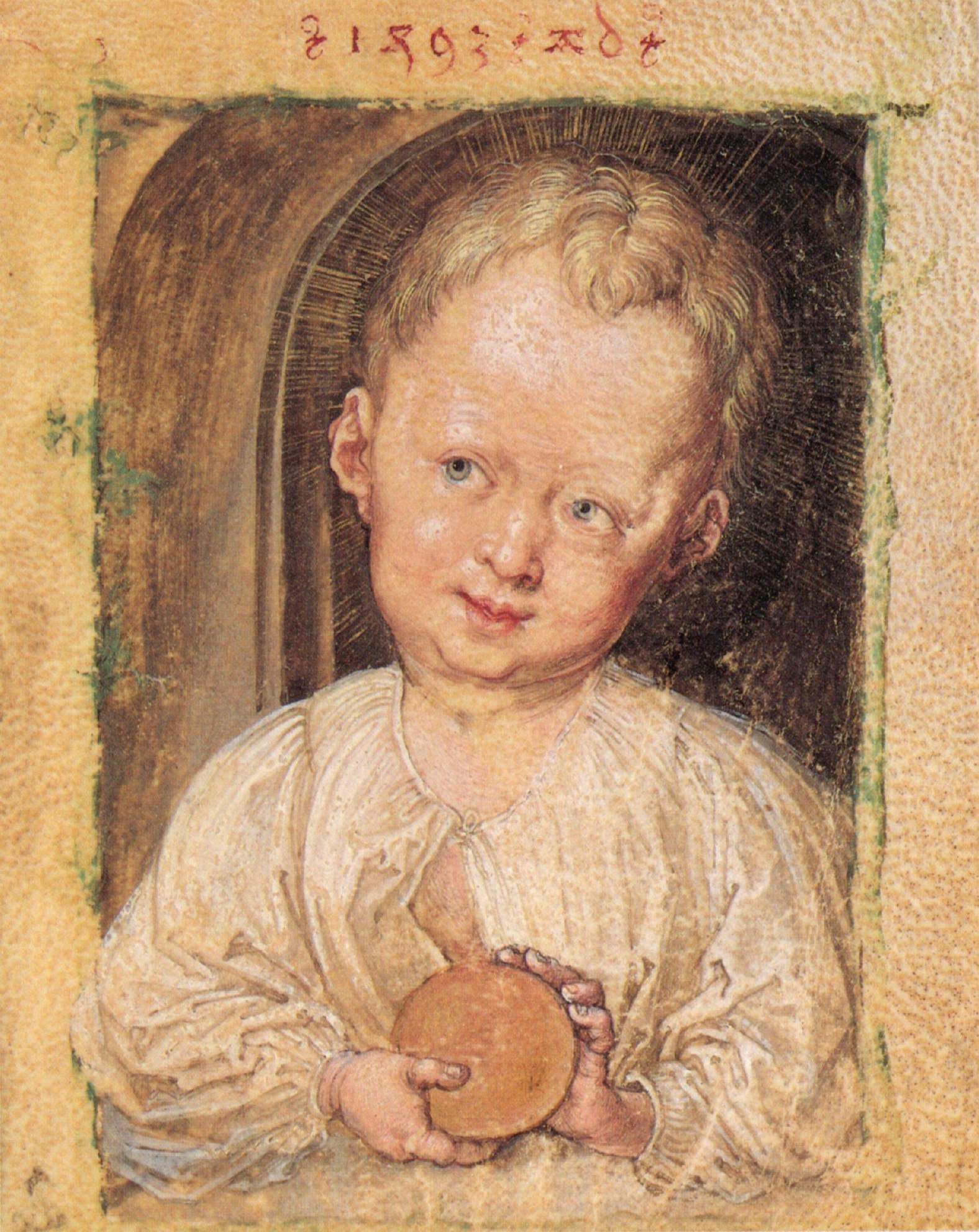
Jesus som barn, målning av Albrecht Dürer 1493.

Thomas barndomsevangelium (latin: Protevangelium Thomae) är en skrift från cirka 150–200 e.Kr. som berättar om mirakel som Jesus utfört som barn. Den räknas till Nya testamentets apokryfer. Den är inte identisk med det så kallade Thomasevangeliet, som är en uppradning av 114 Jesusord.
Selma Lagerlöf utgick delvis från detta evangelium för sina Kristuslegender.